# Olympische Reiterspiele 1956/Teilnehmer (Kambodscha)
| Gelbes Symbol für Goldmedaillen mit stilisierten Olympischen Ringen | Graues Symbol für Silbermedaillen mit stilisierten Olympischen Ringen | Braundes Symbol für Bronzemedaillen mit stilisierten Olympischen Ringen |
| ------------------------------------------------------------------- | --------------------------------------------------------------------- | ----------------------------------------------------------------------- |
| —                                                                   | —                                                                     | —                                                                       |

Kambodscha nahm an den Reiterspielen der Olympischen Sommerspiele 1956 im schwedischen Stockholm mit einer Delegation von zwei männlichen Sportlern teil.

## Teilnehmer nach Sportarten

### Reiten
- Saing Pen
Springreiten, Einzel: DNF

- Isoup Ganthy
Springreiten, Einzel: DNF